# Война Олексій Дорофійович
Война Олексій Дорофійович (*7 лютого 1907, с. Шпирки поблизу м. Бар, Поділля — †23 вересня 1957 м. Київ) — український радянський дипломат, дослідник проблем загальної історії та міжнародних відносин.
Псевдо: О. Д. Войтенко, Олексеєнко, Дорошенко, Дніпровський, Волощук, О. Д. Тесленко, Гриценко, Снятенко

## Біографія
Працював чорноробом, візником, молотобойцем, котельником.
Навчався на робітничому факультеті Одеського сільськогосподарського інституту, 1930-34 — у Московському інституті народного господарства.
1934-35 працював у Народному комісаріаті харчової промисловості СРСР, 1935-36 — навчання в аспірантурі Московського інституту народного господарства ім. Г.Плеханова, 1936-38 — Інституті з підготовки дипломатичних і консульських працівників Народного комісаріату закордонних справ СРСР. 1936-52 обіймав різні посади в системі МЗС СРСР: 1938-41 — у посольстві СРСР у Швеції, 1941-43 — у посольстві СРСР у Великій Британії.
З 1944 працював у щойно створеному МЗС УРСР. Член делегації УРСР на Сан-Франціській конференції 1945, Паризькій мирній конференції 1946, перших сесіях ГА ООН. 1949 захистив кандидатську дисертацію, 1951-52 — радник посольства СРСР у Великій Британії.
Від серпня 1952 і до кінця життя — завідувач відділом загальної історії та міжнародних відносин Інституту історії АН УРСР, який фактично і створив.

## Відзнаки
Нагороджений медалями.

## Твори/праці
Автор понад 70 наук. та наук.-популярних праць. [Архівовано 5 березня 2016 у Wayback Machine.]. Зокрема:
- Политические партии и общественные организации Индонезийской Республики. «Большевик Украины», 1948, № 3;
- Україна в боротьбі за свободу і незалежність Індонезії. «Вітчизна», 1949, № 1;
- Борьба индонезийского народа за свою независимость. К., 1950.